# 東日本大震災チャリティ同人誌「pray for Japan」
『東日本大震災チャリティ同人誌「pray for Japan」』（ひがしにほんだいしんさいチャリティどうじんし プレイ・フォー・ジャパン）は、東日本大震災の被災者を支援する為に有志の人気漫画家・作家・イラストレーター・タレントが共同で執筆した同人誌作品。2011年5月6日にメディア・パルより発売されている。
参加作家たちの代表作の番外編、同人誌だけのオリジナルイラスト・漫画などが収録されており、本同人誌の販売によって得られた収益は義援金として、日本赤十字社に送られた。

## 寄稿作家
※掲載作品の掲載誌順

### Kiss
- 小野直美
- ひうらさとる
- 二ノ宮知子
- 六花チヨ
- 海野つなみ

### りぼん
- 種村有菜

### コミックZERO-SUM
- 藤村あゆみ

### 別冊フレンド
- 柚月純

### なかよし
- 安藤なつみ / 小林深雪
- 永遠幸
- えぬえけい
- 菊田みちよ
- こげどんぼ*
- 白沢まりも
- 遠山えま
- 花森ぴんく
- 原明日美
- フクシマハルカ
- 水上航
- 桃雪琴梨
- 山田デイジー
- PEACH-PIT
- あゆみゆい

### コーラス
- 花津ハナヨ

### BE・LOVE
- 愛本みずほ
- 大久保ヒロミ
- 末次由紀

### ARIA
- ネスミチサト

### 花とゆめ
- 樋口橘

### 週刊少年マガジン
- 綾峰欄人
- 小林尽
- 瀬尾公治
- 月山可也
- 藤沢とおる
- 真島ヒロ
- 村上よしゆき
- 雷句誠
- 玉越博幸
- 中丸洋介
- 吉河美希
- 渡辺静

### 月刊ドラゴンエイジ
- 天乃咲哉

### 月刊少年ライバル
- 中邑天

### ヤングガンガン
- 蜷川ヤエコ

### ヤングエース
- よしだもろへ

### イラストレーター
- 西又葵
- かゆらゆか

### 脚本家
- 高橋ナツコ

### 絵本作家
- のぶみ

### 角川ビーンズ文庫
- 結城光流

### タレント
- 中川翔子

## 関連作品
- 震災に負けるな!東日本project -東日本大震災復興支援チャリティー同人誌-
- 東日本大震災チャリティー漫画本

## 書誌情報
- 種村有菜他 『pray for Japan』 メディアパル 〈チャリティ同人誌〉、全1巻
  1. 2011年5月6日発売[2]、ISBN 978-4-89610-113-3